# Árral szemben (regény)
Az Árral szemben (Forty Signs of Rain) Kim Stanley Robinson 2004-ben megjelent regénye. A történet a Globális felmelegedés-trilógia (2004–2007) első kötete. Robinsont a természeti katasztrófák leírása miatt a „katasztrófa mesterének” nevezték el.
Magyarországon a Metropolis Media adta ki Körmendi Ágnes fordításában 2010-ben a Metropolis Könyvek sorozatban.

## Történet
|  | Alább a cselekmény részletei következnek! |

Khembalungot, a kis, ázsiai országot az emelkedő tengerszint elnyeléssel fenyegette. A képviselőik Washingtonba utaztak, hogy segítséget kérjenek. Az amerikaiak nem is sejtették, hogy a globális felmelegedés hatásai őket is elérhetik. A tudósok és szakértők próbálkozásai hiábavalónak bizonyultak, a figyelmeztetéseik a szenátusban süket fülekre találtak, a döntéshozók valószínűtlennek tartották egy nagyobb krízis kialakulását. Az éghajlatváltozás veszélyei, az ökológiai katasztrófa lehetőségei azonban a világ valamennyi táján napról napra fokozódtak, egyre kisebb volt az esélye a lakhatóbb világnak.
A nyugati és a keleti tudományszemlélet alapjaiban eltérnek egymástól, a különbségek ellenére mégis gyakran ugyanazt az eredményt képesek elérni.
– A túlzott ésszerűség maga is az őrület egy fajtája.
A történet során egy tudós-hivatalnok család mindennapjain keresztül válik kézzelfoghatóvá az egyre valószínűbb katasztrófa, mi történne akkor, ha leállna a Golf-áramlat?
|  | Itt a vége a cselekmény részletezésének! |

## Szereplők
- Anna Quibler: családanya, hivatalnok, tudós, az NSF Bioinformatikai Divíziójának vezetője. Munkájának része a tudósok és a tudományos diákok pályázatainak országos szinten való felügyelete. Barátkozik a khembalungiakkal.
- Charlie Quibler: Anna férje, otthon dolgozik, hogy gondoskodni tudjon kisgyermekükről. Phil Chase szenátor tudományos szakpolitikai tanácsadója. Fáradhatatlanul dolgozik az éghajlatváltozás mérséklése érdekében.
- Frank Vanderwal: a Kaliforniai Egyetem (San Diego) biomatematikusa, aki érdeklődik a szociobiológia iránt. Egy évig dolgozott az NSF-nél. Ő felügyeli a biológiai témájú pályázatok támogatási javaslatának felülvizsgálatát. Hobbija a sziklamászás, a Torrey Pines Generique cég társalapítója.
- Drepung: tibeti buddhista szerzetes, aki Rudra Cakrin asszisztense és tolmácsa.
- Rudra Cakrin: Khembalung nagykövete az Amerikai Egyesült Államokban, tibeti száműzött.
- Leo Mulhouse: a Torrey Pines Generique fő tudományos kutatója, aki génterápián dolgozik.
- Phil Chase szenátor: kaliforniai reálpolitikus, demokratikus szenátor.
- Diane Chang: a Nemzeti Tudományos Alapítvány vezetője.

## Vélemények a regényről
- „Feledhetetlen demonstrációja annak, mi történhet, ha felborul az ökológiai egyensúly.” (New York Times Book Review)
- „Abszolút meggyőző, Robinson nyilvánvalóan mélységesen aggódik bolygónk jövőjéért, és könyvével eléri, hogy az olvasó is aggódjon érte.” (Publishers Weekly)
- „Olyan, mint a Holnapután első fele, csak hihető tudománnyal és valószerűbb időkeretbe illesztve.” (SFRevu)
- „Kim Stanley Robinson szívmelengető családi történetként tálalja egy természeti katasztrófa első felvonását. Hősei olyan tudós-hivatalnokok, akik még emlékeznek rá, miért vonzotta őket a kutatói pálya. Letehetetlen.”[2]

## Magyarul
- Árral szemben; ford. Körmendi Ágnes; Metropolis Media, Bp., 2010 (Metropolis könyvek)